# Władimirowo (obwód królewiecki)
Władimirowo (ros. Владимирово, pol. Tarowo, niem. Tharau, lit. Toruva) – osiedle typu wiejskiego w rejonie bagrationowskim obwodu królewieckiego Federacji Rosyjskiej, ok. 20 km na płn.-zach. od stolicy rejonu.
Tharau powstało na miejscu starego osiedla Prusów nad rzeczką Frisching w Natangii, po raz pierwszy było wzmiankowane w 1315. Na początku XVI wieku określane było jako Thoraw, później Tharaw.
Około 1320 rozpoczęto budować nawę gotyckiego kościoła, pod koniec XIV wieku wzniesiono prezbiterium, wieżę i zakrystię. Należał do archidiakonatu krzyżborskiego, od 1525 był ewangelicki. W czasach nowożytnych do wieży dobudowano z boków 2 kaplice grobowe, następnie usunięte. Kościół był gruntownie odnawiany po pożarze w latach 1911–1918. Po II wojnie światowej był użytkowany jako klub i magazyn (od wsch. i płn. wybito otwory wjazdowe), aż popadł w ruinę. Od 1990 czynione są społeczne starania o odbudowę jako cerkwi prawosławnej. W 1998 powstało w Niemczech stowarzyszenie Förderkreis Kirche Tharau/Ostpreußen e. V., mające na celu pozyskiwanie środków i stopniową odbudowę świątyni we współpracy z władzami rosyjskimi. W 2005 odbudowano dach i przystąpiono do restauracji wieży.
Kościół jest budowlą ceglaną, złożoną z dwuprzęsłowej nawy i prosto zamkniętego dwuprzęsłowego prezbiterium ze schodkowym szczytem. Szczyty wieńczą również wysoką wieżę wzniesioną od zachodu. Prezbiterium otrzymało wewnątrz pięcioboczną formę zamknięcia, poprzez zamurowanie narożników. Wnętrze kryje sklepienie gwiaździste, zrekonstruowane po 1911 (pierwotnie było sklepienie, jednak zostało zastąpione kolejno stropem i sufitem. Niezachowane wyposażenie wnętrza było barokowe - ołtarz z 1688 (Johann Christoph Doebel z Królewca, fundacja Georga Ernsta von Schlieben), ambona 1689, organy z 1677, malowane empory z około 1690. Na wieży w XIX w. wisiały 3 dzwony z XVII–XVIII w. Zachowała się jedynie płyta nagrobna Wilhelma von Schlieben z ok. 1603.
Plebania pochodziła z 1771 W tym czasie staraniem ministra Fabiana von Braxein został zbudowany dwór oraz karczma i kuźnia, niezachowane.
Tharau stało się sławne dzięki Annie Neander (1615–1689), córce miejscowego pastora, którą opiewa Szymon Dach lub inny poeta z jego kręgu w wierszu (później popularnej pieśni) Ännchen von Tharau (w oryginalnej wersji dolnoniemieckiej Anke van Tharaw), powstałym z okazji jej ślubu z ks. Janen Portatiusem z miejscowości Laukiszki (Laukischken, dziś Saranskoje - Саранское), dawny pow. Labiawa (1637). Annę uwiecznił także posąg na fontannie-pomniku Simona Dacha wzniesionej przed teatrem w Kłajpedzie.
Kolejka wąskotorowa łączyła Tharau z miasteczkiem Krzyżbork (Kreuzburg) i stacją Tharau znajdującą się w sąsiedniej miejscowości Wittenberg.